# Lusigny-sur-Barse
Lusigny-sur-Barse is een gemeente in het Franse departement Aube (regio Grand Est). De plaats maakt deel uit van het arrondissement Troyes. Lusigny-sur-Barse telde op 1 januari 2022 2.265 inwoners.

## Geografie
De oppervlakte van Lusigny-sur-Barse bedroeg op 1 januari 2022 37,92 vierkante kilometer; de bevolkingsdichtheid was toen 59,7 inwoners per km².
De onderstaande kaart toont de ligging van Lusigny-sur-Barse met de belangrijkste infrastructuur en aangrenzende gemeenten.

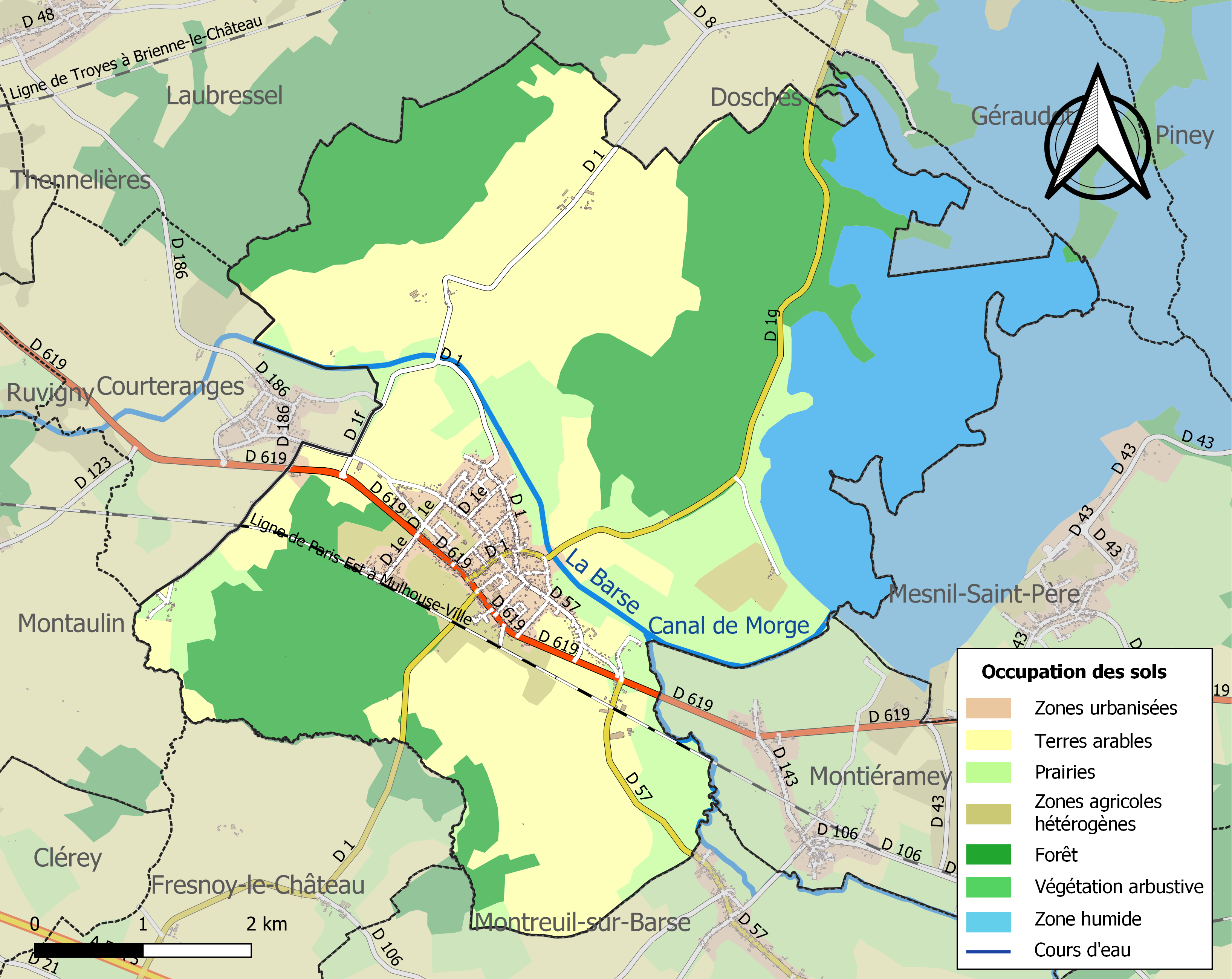

## Demografie
Onderstaande figuur toont het verloop van het inwonertal (bron: INSEE-tellingen).

Vanwege een beveiligingsprobleem met de MediaWiki Graph-software is het momenteel niet mogelijk deze grafiek weer te geven. Zodra de software is bijgewerkt zal de grafiek vanzelf weer zichtbaar worden.